# Rendement (physique)
Pour les articles homonymes, voir Rendement.
En physique, le rendement est défini comme une grandeur sans dimension qui caractérise l'efficacité d'une transformation, physique ou chimique. En physique, la grandeur caractérise généralement la conversion d'une forme d'énergie en une autre.

## Définitions

### Rendement de conversion
Pour un système réalisant une conversion d'énergie (transformateur, moteur, pompe à chaleur), le rendement est défini par certains auteurs comme étant le rapport entre l'énergie recueillie en sortie et l'énergie fournie en entrée,, qui confond alors les termes d'efficacité thermodynamique et de rendement thermodynamique.
On peut également distinguer le rendement « effectif » (ou « industriel »), effectivement mesuré, du rendement « thermodynamique » issu de la théorie et du calcul. Le rendement maximal théorique d'une machine ditherme fonctionnant selon le cycle de Carnot est appelé rendement de Carnot.
Cette définition est habituellement utilisée pour les systèmes moteurs dithermes ou électriques, car leur efficacité thermodynamique théorique maximale est inférieure à un. Toutefois, il est déconseillé d'utiliser le terme de rendement pour les machines dont l'efficacité thermodynamique maximale théorique est supérieure à un, comme les machines disposant d'un cycle récepteur de la chaleur ambiante, telle une pompe à chaleur, ou toute  machine absorbant toute autre énergie ambiante, naturelle et gratuite, comme un panneau solaire thermique ou photovoltaïque, ou une éolienne.
Cette définition a donc une portée limitée, c'est pourquoi la définition suivante est plus générale.

### Rendement comparatif
Pour éviter l'ambiguïté de vocabulaire entre rendement et efficacité thermodynamique et définir une grandeur toujours inférieure ou égale à 1, le rendement est aussi défini par certains auteurs comme une grandeur sans dimension caractérisant le rapport entre l'efficacité énergétique d'un système et son efficacité théorique maximale. Le nombre obtenu permet alors de comparer plusieurs réalisations du même processus théorique. C'est donc une grandeur comprise entre 0 et 1, la valeur 1 étant atteinte quand l'efficacité maximale est atteinte, ce qui est un cas limite idéal.
Par exemple, dans le cas des machines dithermes, leur efficacité théorique maximale est celle d'un cycle de Carnot. Ainsi, les seules machines thermiques dithermes ayant un rendement égal à un sont les machines idéales fonctionnant selon un cycle de Carnot.
Tous les systèmes réels ont un rendement inférieur à un en raison des irréversibilités qui entrent dans toute transformation réelle. Le seul processus réel dont le rendement peut être égal à 1 est le chauffage d'un volume fermé : toutes les irréversibilités se transforment en chaleur et sont ainsi utiles.